# Dixa nipponica
Dixa nipponica är en tvåvingeart som beskrevs av Hajime Ishihara 1947. Dixa nipponica ingår i släktet Dixa och familjen u-myggor. Inga underarter finns listade i Catalogue of Life.